# Josse
Josse là một xã, thuộc tỉnh Landes trong vùng Nouvelle-Aquitaine. Xã này có diện tích 9,48 kilômét vuông, dân số năm 2006 là 689 người. Xã này nằm ở khu vực có độ cao trung bình 4 mét trên mực nước biển.

## Biến động dân số
| Năm    | 1962 | 1968 | 1975 | 1982 | 1990 | 1999 | 2006 |
| ------ | ---- | ---- | ---- | ---- | ---- | ---- | ---- |
| Dân số | 342  | 347  | 356  | 454  | 581  | 729  | 689  |